# آکادیانا، لوئیزیانا
اکادیانا (به انگلیسی: Acadiana) در ایالات متحده آمریکا است که در لوئیزیانا واقع شده‌است.